# Romeria vikinga de Catoira

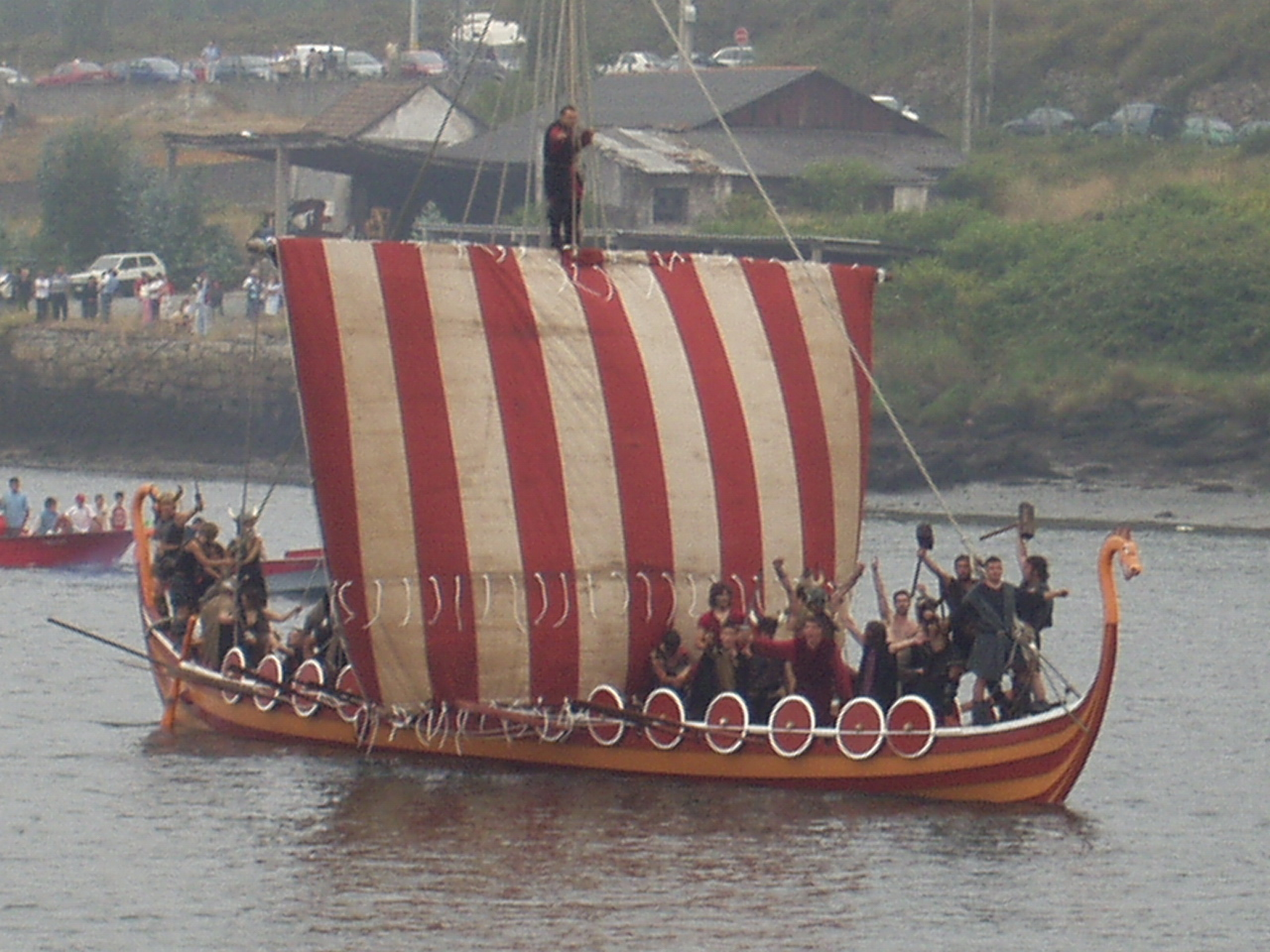
Nau vikinga a la Ria d'Arousa.

La Romeria vikinga de Catoira (oficialment en gallec, Romaría viquinga de Catoira) és una festa profana que se celebra a Catoira (Galícia) en els entorns del castellum honesti, les actuals Torres de Oeste, cada primer diumenge d'agost des de 1961, i que recorda el paper que va tenir Catoira en la defensa de Galícia enfront dels atacs normands en la cerca del tresor de l'església compostel·lana, i on s'hi escenifiquen les invasions vikingues ocorregudes fa al voltant de mil anys.
Els veïns de Catoira es disfressen de guerrers vikings i de camperols gallecs de l'època per representar la lluita. La festa comença a les 10 del matí amb música popular gallega pels carrers de la vila. La festa en si es fa al voltant de les restes de les torres i de la Capella d'Oest, a la Ria de Arousa al costat del riu Ulla, on s'instal·la la fira medieval i s'ofereixen musclos i vi de l'Ulla.
El cénit de l'esdeveniment ocorre amb el desembarcament. Els veïns que fan de normands arriben per la ria amb una rèplica d'una nau vikinga del segle xi per prendre les torres. La resta dels veïns fan d'habitants de la vila, que intentaran lluitar contra l'invasor. Els "festejos" segueixen amb un esmorzar popular (sardiñada, polp, panada), amb el so de fons de les gaites. La festa remata amb la revetlla.

## Marc històric

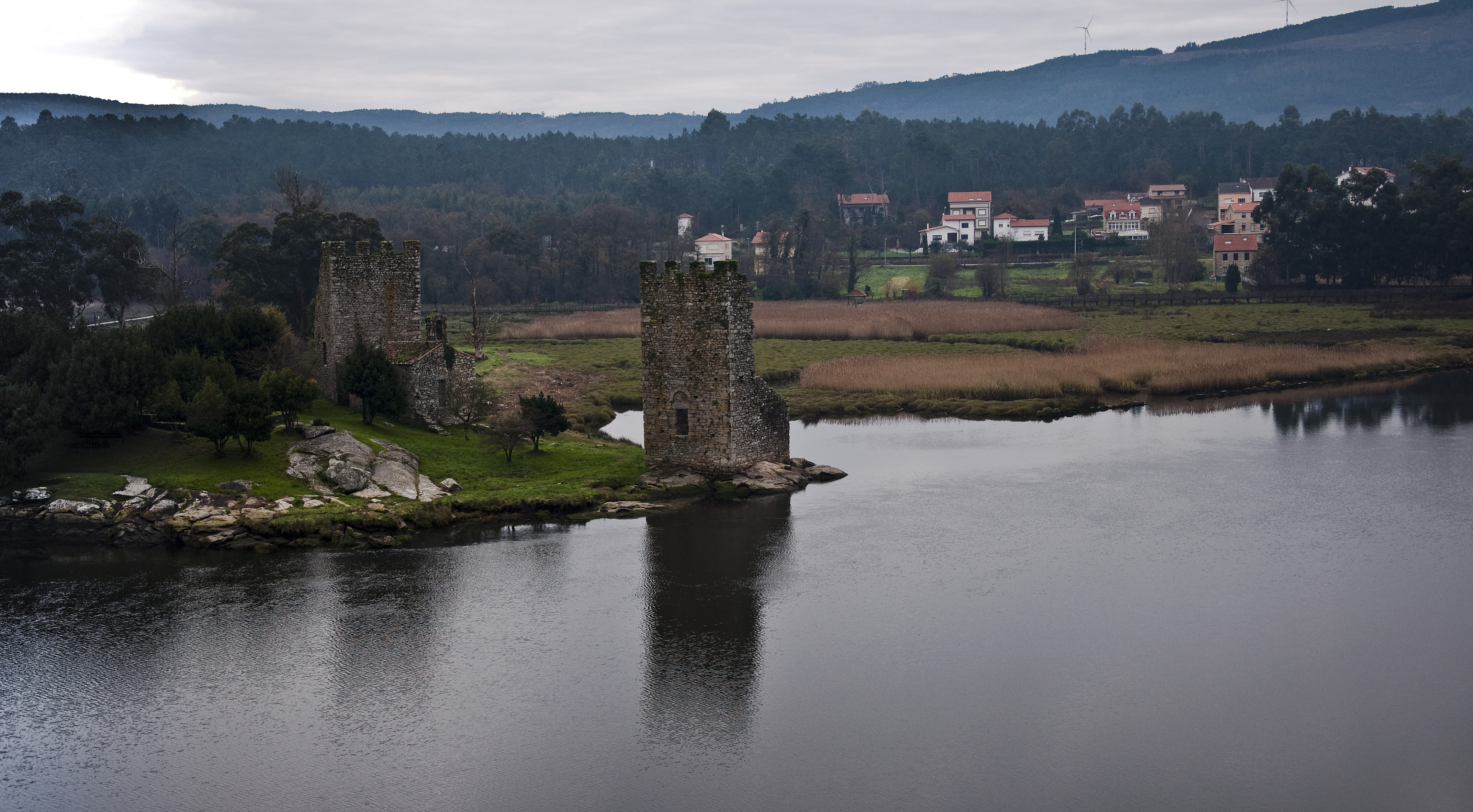
Torres d'Oest.

Catoira va ser des de l'antiguitat un lloc estratègic, l'entrada pel mar fins a Compostel·la, per la qual cosa ja des de l'edat mitjana es va establir un important complex militar per defensar el sepulcre de l'apòstol dels atacs, principalment normands i sarraïns. Es van construir diverses torres de defensa en el fons de la ria, on desemboca el riu Ulla, les anomenades Torres d'Oest. Va ser el rei de Galícia, Afons III, qui va manar alçar al segle ix, a més de la Catedral de Santiago, la reconstrucció del Castellum Honesti a Catoira. El castell es va convertir en un dels més importants d'Europa, i del que es conserven solament, part de dues de les grans torres. L'edifici va seguir creixent amb els treballs del rei de Galícia i Lleó, Afons V, qui va vèncer els normands d'Olaf Haraldson.
Després que al segle xii la monarquia donés el castell a la mitra compostel·lana, els bisbes Cresconio i Diego Peláez van continuar a la fortificació de la ciutadella per a la defensa de Santiago. A més, segons sembla, al castell va néixer Diego Xelmírez, primer arquebisbe de Santiago, ja que el seu pare, el cavaller Xelmirio, havia sigut alcaide de la fortalesa al segle xi.
Les torres van impedir durant segles l'ascens per l'Ulla dels exèrcits normands i sarraïns; el disseny final del segle xiii era un recinte el·líptic amb set torres (queden actualment en peus, solament dues del segle xi; les ruïnes d'altres dues són del segle xii, i d'època romana les restes d'unes altres que s'orienten cap a l'interior). Al mig existia una gran torre central.
En l'alta Edat Mitjana van arribar a Jakobsland (nom que ells li donaven a Galícia) els primers grups de pirates normands atrets per les notícies sobre les riqueses de la capital compostel·lana. Els vikings van saquejar i cremar viles per tota la costa, van entrar per la ria d'Arousa, i en 850 van prendre Iria Flavia, fet que va provocar la fugida del bisbe i del cabildo cap a Compostel·la. En 859 i 968 es va fer, no obstant això, una bona defensa gallega des del Castellum Honesti (Torres d'Oest), i es va aconseguir detindre l'atac escandinau i impedir que aconseguiren Compostel·la.
Després que el Regne de Galícia perdés el seu poder legislatiu, al passar a dependre de la Corona de Castella i, especialment, a partir del regnat dels Reis Catòlics, Catoira va entrar en un període de progressiva decadència. Les torres es van fer servir de pedrera per a les viles de la zona.

## La festa
La festa va començar a celebrar-se en 1961. La primera etapa va ser la de l'Ateneu d'Ullán entre 1961 i 1964. Tot va començar en 1959, quan el poeta i cura d'Isorna, Faustino Rey Romero, i el poeta catoirense, Baldomero Isorna Casal, van fundar l'Ateneu d'Ullán, un fòrum artístic i literari format per intel·lectuals de les terres de l'Ulla. Este grup d'intel·lectuals va decidir en 1960, en una de les seues tertúlies, que estaria ben celebrar a manera de festa el desembarcament del rei Ulfo. La primera romeria vikinga va tenir lloc el 29 de juliol de 1961, amb una missa a la Capella de Santiago de les Torres d'Oest, en la memòria de Diego Xelmírez i altres defensors de la fortalesa.
Pedro Montañés, amb una corona amb branques d'arbres, representava el temible viking Ulfo i saltava a terra des de la seua dorna per anar a la trobada del bisbe Cresconio, representat pel Rey Romero que, amb solemnes paraules, dominava a l'invasor, i el feia agenollar-se submissament davant el representant de la cristiandat. Després tenia lloc un esmorzar campestre amb el so d'una banda de gaiters, a més d'un acte literari en el qual participaven escriptors de la comarca i en el qual es basa l'actual pregó de les festes. De nit, en els merlets de les torres, s'encenien cacharelas per recordar com s'anunciava l'arribada de pirates a la ria.
La segona etapa comença en 1965 i dura fins a 1990. És el període de consolidació de la romeria. Estava patrocinada per l'empresa local Cerámica Domínguez del Noroeste S.A. i organitzada pels seus treballadors. En 1988 va ser declarada Festa d'Interés Turístic Nacional.
La tercera i última etapa comença en 1991, quan l'Ajuntament de Catoira pren les regnes de la festa. És el període de projecció internacional, amb l'agermanament amb la vila danesa de Frederikssund.
En 2002 va ser declarada Festa d'Interés Turístic Internacional.

## Germandats de Catoira

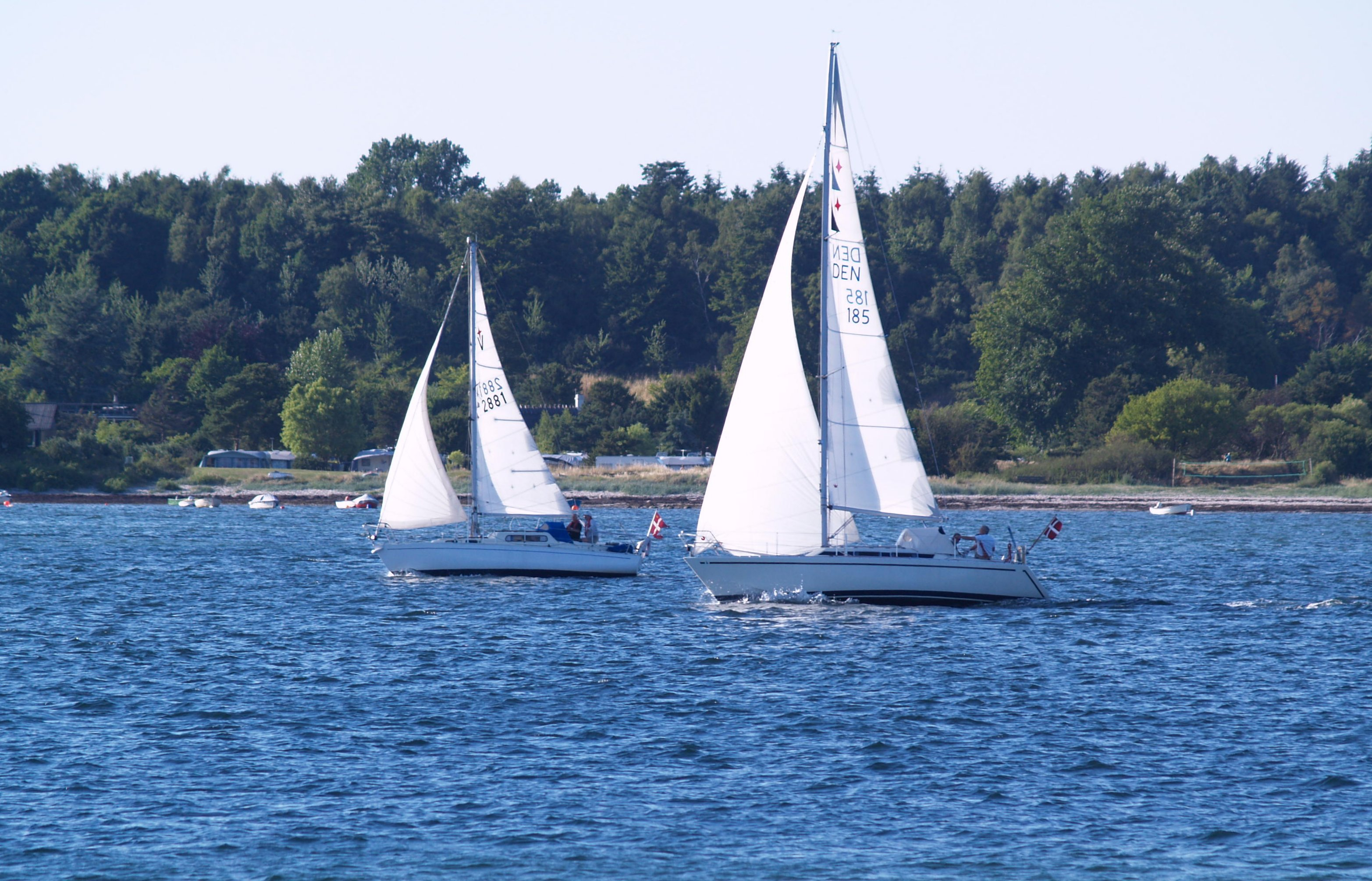
Velers a la ria de Frederikssund (Dinamarca)

La romeria també és important per a Galícia per l'intercanvi cultural sobre les invasions normandes que s'han produït a Catoira amb l'agermanament en 1993 amb la vila danesa de Frederikssund i, un any més tard, en 1994, amb la vila britànica de Watchet.

## Galeria d'imatges

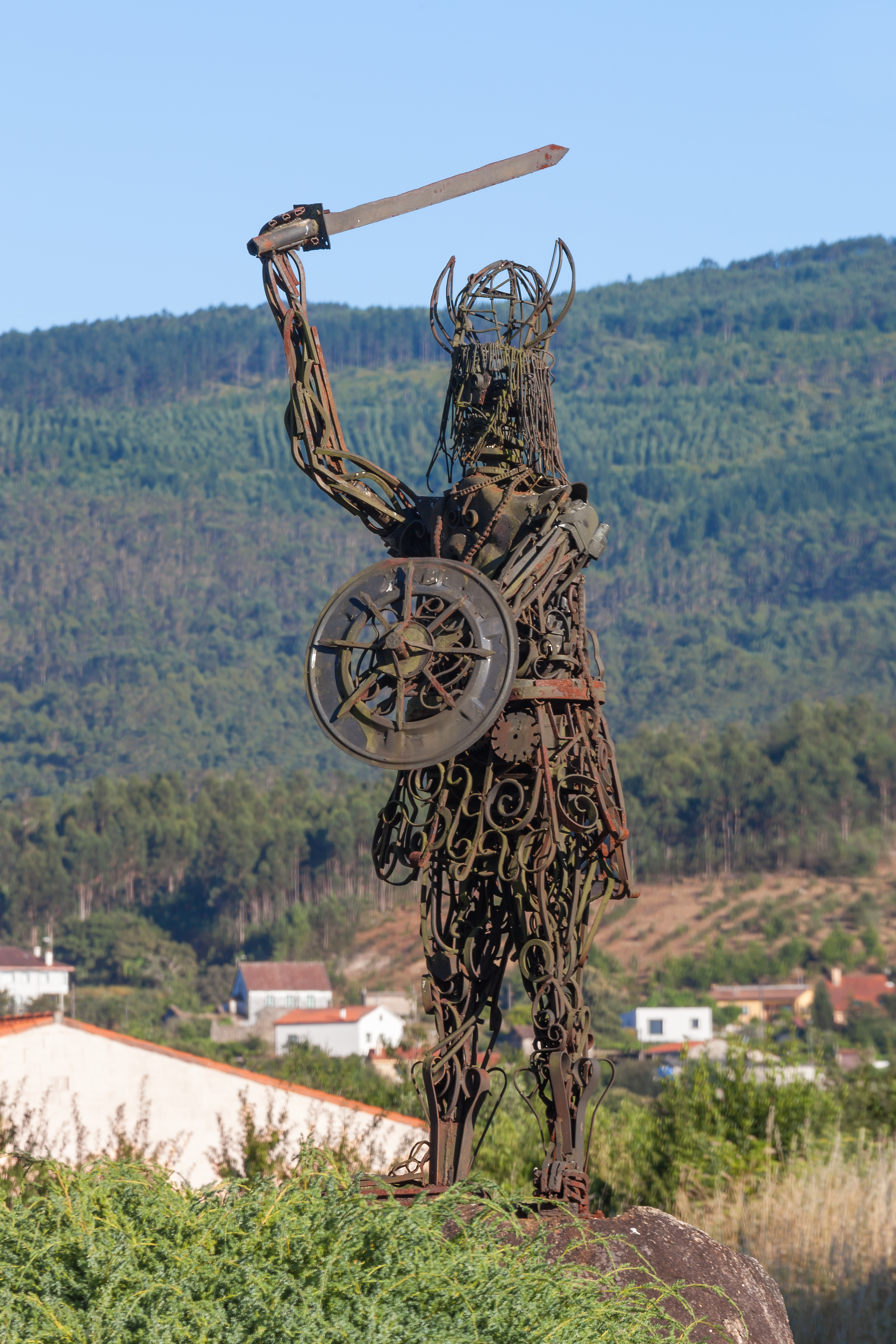
Escultura en una de les rotondes de la vila de Catoira que commemora l'arribada vikinga.
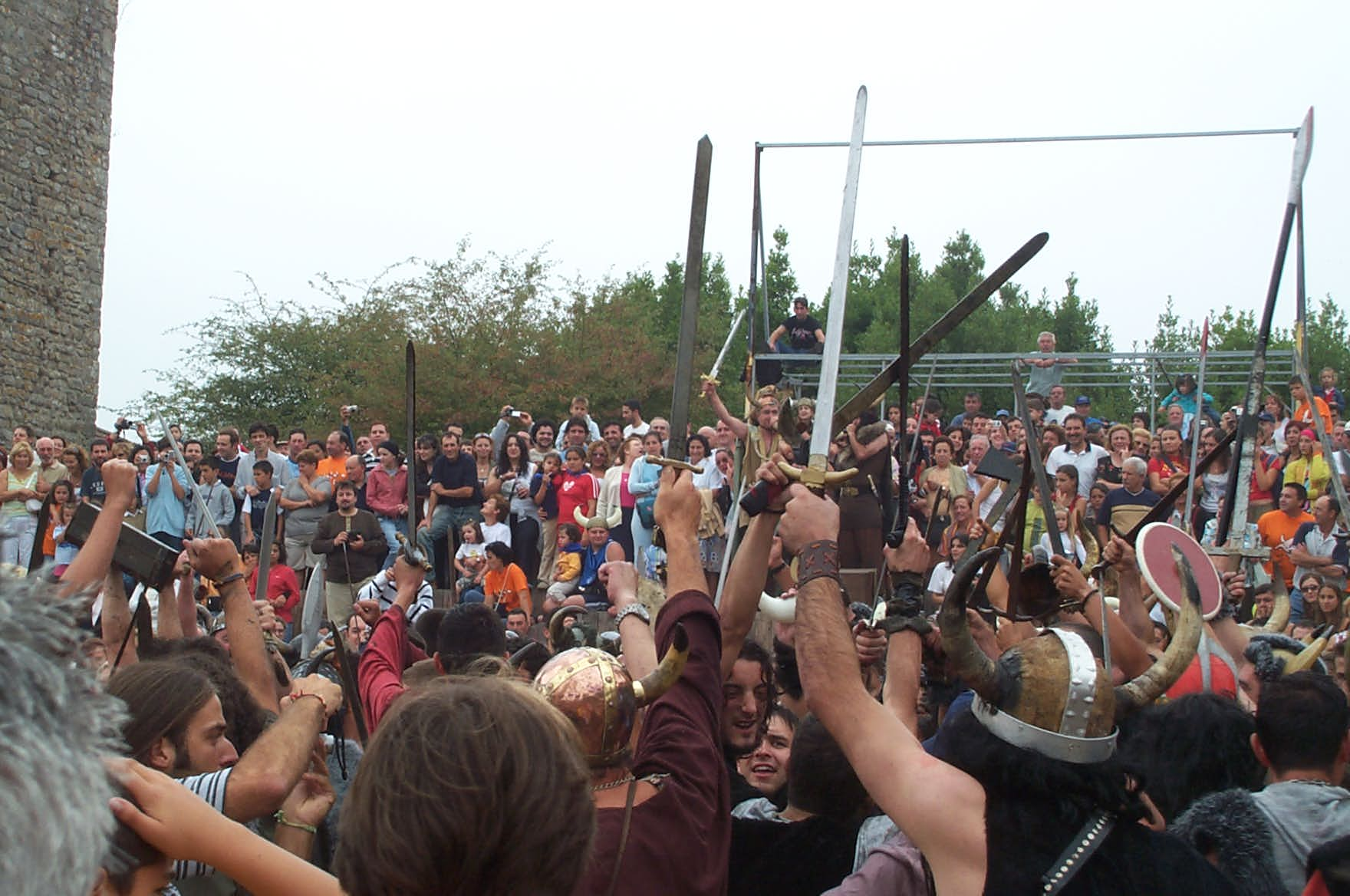
Vikings en celebració de la victòria després del desembarcament.
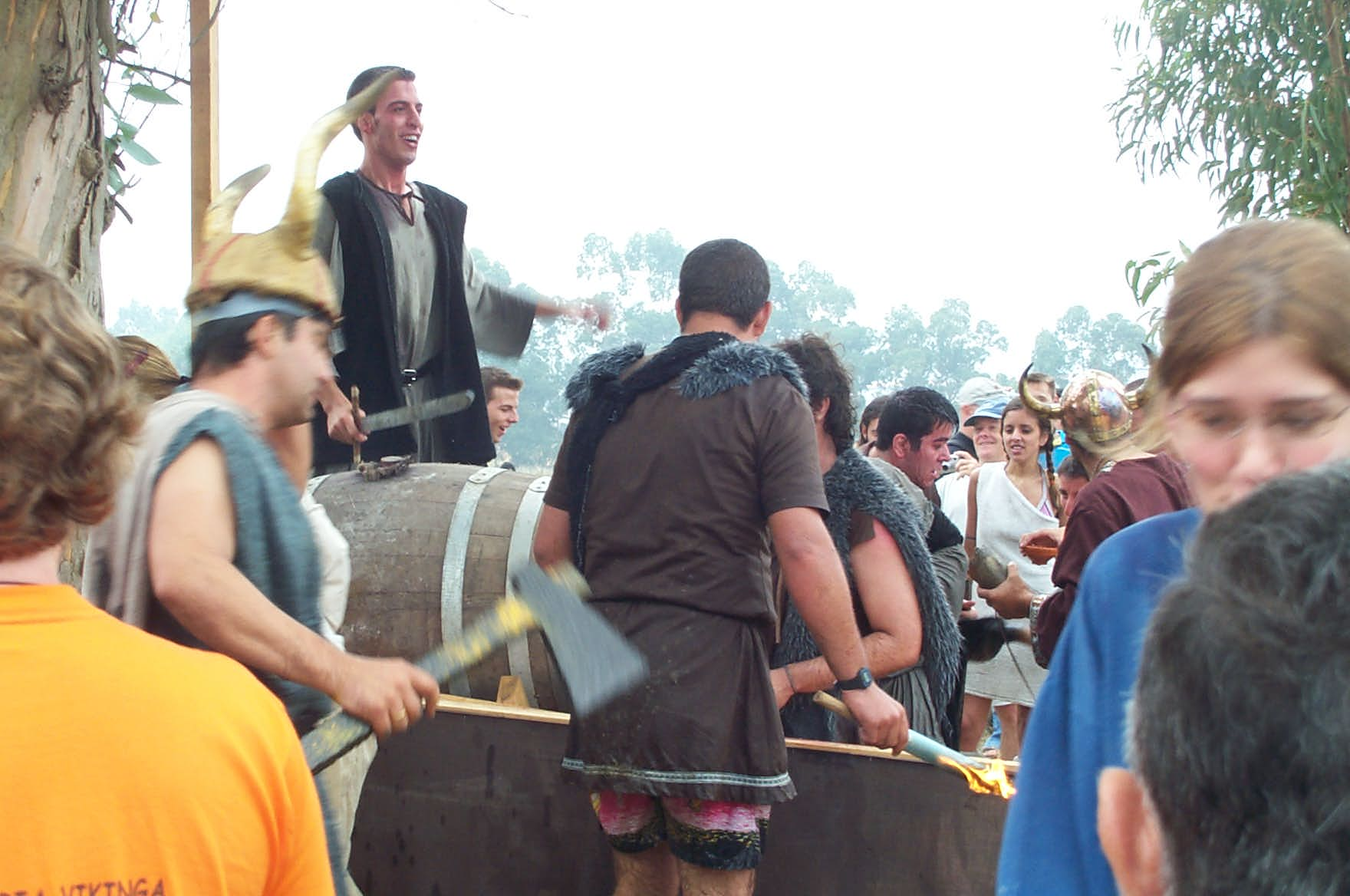
Bocois de vi a la festa del romiatge viking de Catoira.
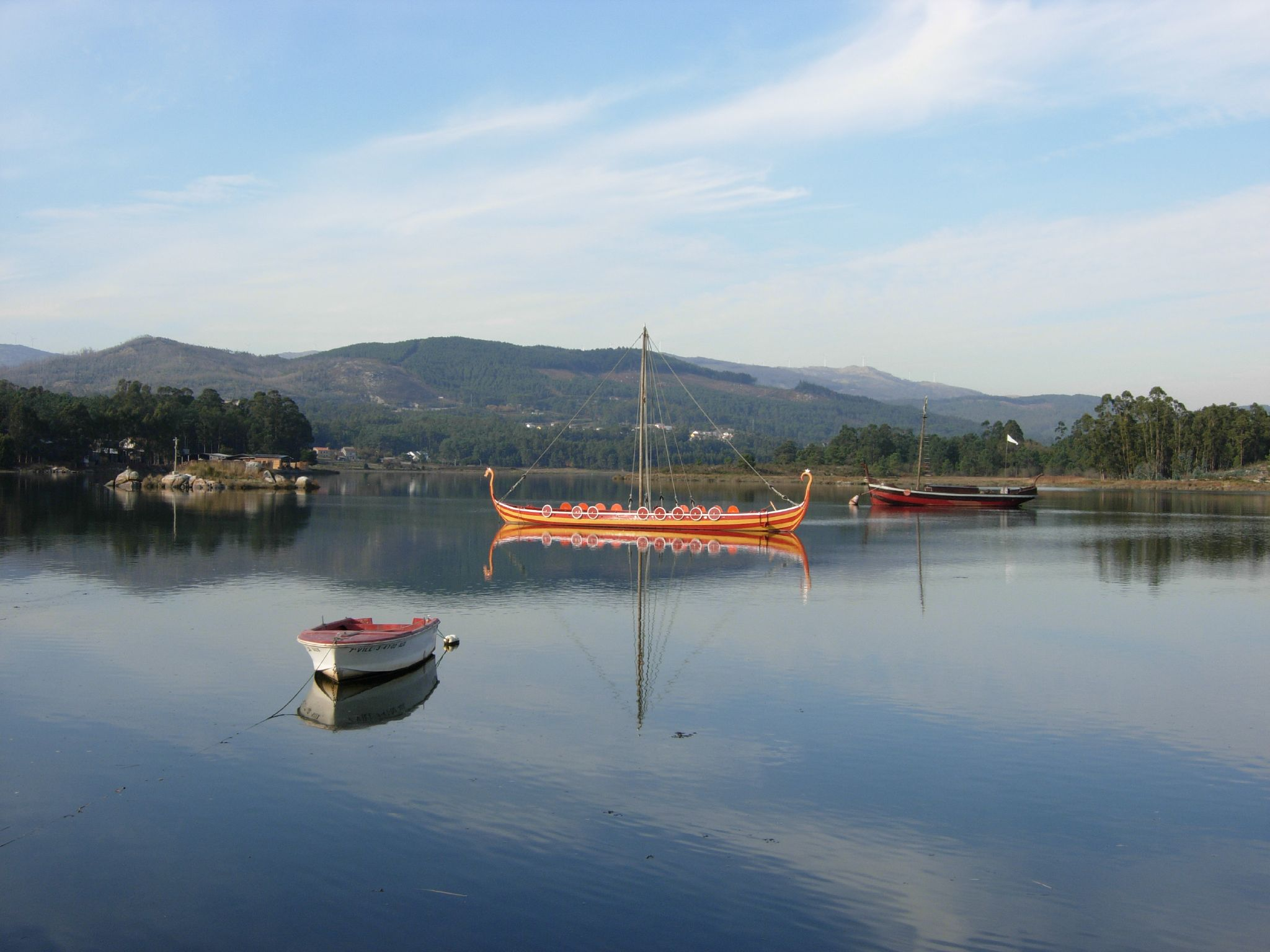
Rèplica d'un vaixell viking del segle xi, en la ria.
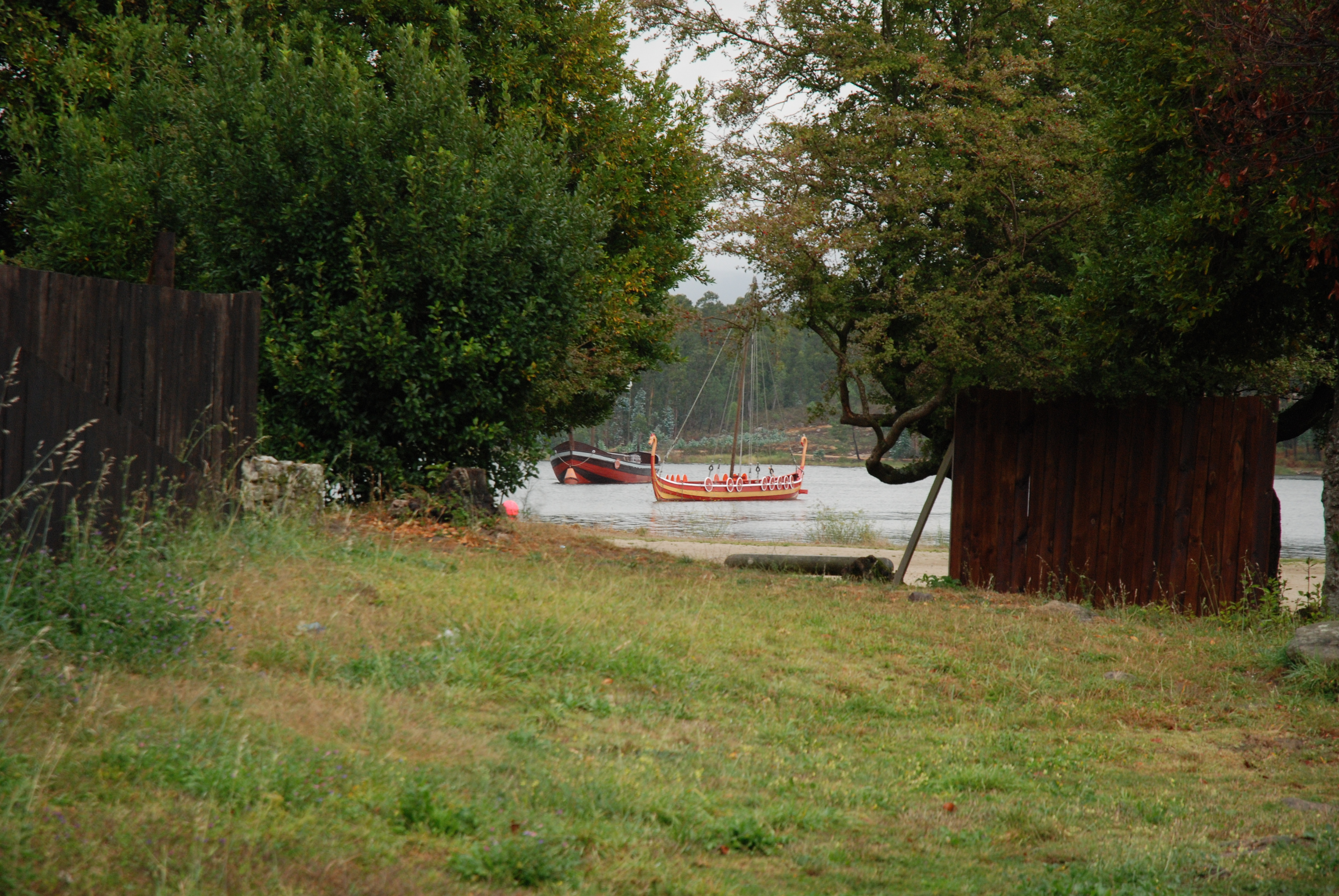
Drakar viking en el romiatge viking de Catoira.